# Ernst Curtius
Ernst Curtius (Lübeck, 2 de setembro de 1814 - Berlim, 11 de julho de 1896) foi um historiador, arqueólogo e professor alemão. Ele foi avô do estudioso literário Ernst Robert Curtius.

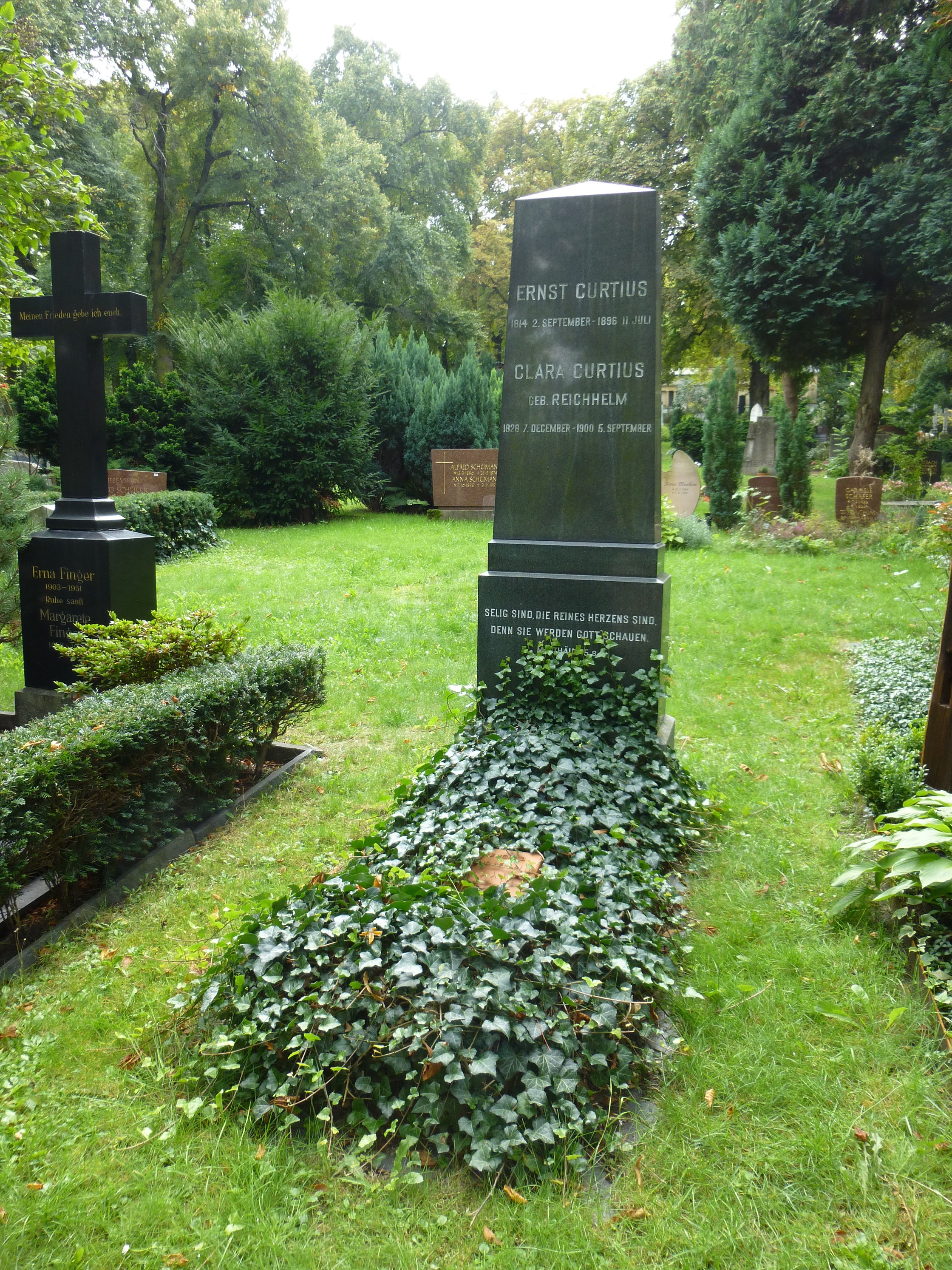
Sepultura de Ernst e Clara Curtius no Alter St.-Matthäus-Kirchhof Berlin em Berlim

## Vida
Ele nasceu em Lübeck. Ao completar seus estudos universitários, foi escolhido por Christian August Brandis para acompanhá-lo em uma viagem à Grécia para o prosseguimento de pesquisas arqueológicas. Curtius então se tornou companheiro de Karl Otfried Müller em sua exploração do Peloponeso e, com a morte de Müller em 1840, ele retornou à Alemanha. Em 1844 ele se tornou um professor extraordinário na Universidade de Berlim, e no mesmo ano foi nomeado tutor do Príncipe Frederico Guilherme (posteriormente o Imperador Frederico III), cargo que ocupou até 1850.
Após ocupar o cargo de professor em Göttingen e empreender uma nova viagem à Grécia em 1862, Curtius foi nomeado (em 1863) professor ordinário em Berlim. Em 1874, ele foi enviado a Atenas pelo governo alemão e lá concluiu um acordo pelo qual as escavações em Olympia foram confiadas exclusivamente à Alemanha. Em 1891, Curtius foi eleito membro da American Antiquarian Society.
Curtius morreu em Berlim em 11 de julho de 1896.

## Obras
- Klassische Studien, livro publicado com Emanuel Geibel.  Bonn, 1840.
- Inscriptiones atticae duodecim. Berlim, 1843.
- Anecdota Delphica. Berlim, 1843.
- Akropolis von Athen. Ein Vortrag. Berlim, 1844.
- Naxos. Berlim, 1846.
- Peloponnes. Gota, 1/1851 – 2/1852.
- Olympia. Berlim, 1852.
- Ionier. Berlim, 1855.
- Griechische Geschichte. Berlim, 1/1857 – 3/1861; obra com várias edições, a 5a. edição foi publicada em Berlin, 1878–1880.
  - Parte 1: Von den Uranfängen bis zum Tode des Perikles. Edição condensada: Berlin: Deutsche Buchgemeinschaft, [1936]; Viena, Leipzig, Olten, 1936. Edição condensada: Essen: Phaidon, 1997. ISBN 3-88851-229-8
  - Parte 2: Blüte und Verfall Griechenlands. Edição condensada: Bernina, Wien, Leipzig, Olten 1936, Deutsche Buchgemeinschaft, Berlin 1936.
- Sieben Karten zur Topographie von Athen nebst erläuterndem Text. Gotha 1868.
- Beiträge zur Geschichte und Topographie Kleinasiens. Berlim, 1872.
- Über den religiösen Charakter der griechischen Münzen. Berlim, 1872.
- Ephesus. Berlim, 1874.
- Altertum und Gegenwart. Berlim, 1/1875 – 2/1882.
- Atlas von Athen, livro escrito com Johann August Kaupert. Berlim, 1878.
- Ausgrabungen zu Olympia, livro escrito com Friedrich Adler. Berlim, 1/1877 – 3/1878.
- Curtius, Friedrich (ed.): Ein Lebensbild in Briefen. Ernst Curtius. Berlim, 1903.
- Curtius, Friedrich (ed.): Ernst Curtius. Ein Lebensbild in Briefen. Dois volumes, Berlim, 1913.

Seus discursos e palestras coletados foram publicados sob o título de Altertum und Gegenwart (5ª ed., 1903 f.), Ao qual um terceiro volume foi adicionado sob o título de Unter drei Kaisern (2ª ed., 1895).